# Rover (canción)
«Rover» es una canción grabada por el cantante surcoreano Kai para su tercer EP del mismo nombre. Fue publicado como el sencillo principal del EP por SM Entertainment, el 13 de marzo de 2023.

## Antecedentes y lanzamiento
En febrero de 2023, SM confirmó que publicará un nuevo álbum como solista. El 17 de febrero, SM anunció que su nuevo EP, Rover, será publicado el 13 de marzo. La canción fue publicada junto con el EP y el video musical el 13 de marzo.

## Composición
La canción es un remake de la canción original de la cantante búlgara Dara titulada «Mr. Rover», "Rover" fue compuesta por Cristian Tarcea, Dara, Valentina Nikova, YNGA, Gabriel Brandes y Young Chance, con los arreglos realizados por Tarcea e Imlay.
Está descrita como una canción de dancehall con bajos profundos, marimba, campanas y varios instrumentos de percusión. La letra, escrita por Park Tae-won, habla de «como librarse de las ataduras de los puntos de vista de los demás y vivir libremente como un 'vagabundo'». La canción fue compuesta en la clave de Do sostenido menor, con un tempo de 186 latidos por minuto.

## Video musical
El video musical fue dirigido por Kim Ki-hyun y Lee Hye-su de Swisher y fue publicado junto con la canción por SM Entertainment el 13 de marzo de 2023. Tuvo inspiración en las películas Billy Elliot (2000) y Catch Me If You Can (2002).
Una hora antes del lanzamiento, Kai realizó una transmisión en vivo a través de los canales de YouTube y TikTok de EXO en el que habló sobre el EP, sus canciones y el proceso de producción. Kai promocionó la canción a través de presentaciones en vivo en televisión en varios programas de música de Corea del Sur, incluyendo M Countdown, Music Bank, Show! Music Core eInkigayo.

## Rendimento comercial
La canción debutó en el puesto 23 en el Circle Digital Chart en la fecha del 12 al 18 de marzo de 2023. También debutó en los puestos 1 y 76 en Download Chart y BGM Chart, respectivamente.

## Recepción crítica
En la lista de NME de las mejores canciones K-pop de 2023, Sara Delgado escribió que la canción "excedió las expectativas" y la calificó como un "gusano auditivo inmediatamente cautivador que aún resuena en las redes sociales meses después de su lanzamiento"..
| Crítico/Publicación | Lista                                     | Puesto | Ref.   |
| ------------------- | ----------------------------------------- | ------ | ------ |
| Dazed               | Top 50 mejores temas K-pop de 2023        | 47     | [ 13 ] |
| NME                 | Las 25 mejores canciones de k-pop de 2023 | 10     | [ 14 ] |

## Reconocimientos
| Ceremonia   | Año  | Categoría                                    | Resultado | Ref.   |
| ----------- | ---- | -------------------------------------------- | --------- | ------ |
| MAMA Awards | 2023 | Mejor actuación de baile - solista masculino | Nominado  | [ 15 ] |

| Programa         | Fecha               | Ref.          |
| ---------------- | ------------------- | ------------- |
| Music Bank       | 24 de marzo de 2023 | [ 16 ] [ 17 ] |
| Show! Music Core | 25 de marzo de 2023 | [ 18 ] [ 19 ] |

## Posicionamiento en listas

### Listas semanales
| Listas (2023)                                       | Mejor posición |
| --------------------------------------------------- | -------------- |
| Singapur Singapore Regional (RIAS)                  | 13             |
| Corea del Sur (Circle)                              | 23             |
| Estados Unidos World Digital Song Sales (Billboard) | 12             |

### Listas mensuales
| Lista (2023)           | Posición |
| ---------------------- | -------- |
| Corea del Sur (Circle) | 124      |

## Historial de lanzamientos
| Región | Fecha               | Formatos                     | Discográfica |
| ------ | ------------------- | ---------------------------- | ------------ |
| Varios | 13 de marzo de 2023 | descarga digital y streaming | SM           |